# Renato Cevese
Renato Cevese (Vicenza, 10 giugno 1920 – Vicenza, 18 settembre 2009) è stato uno storico dell'arte, critico d'arte e storico dell'architettura italiano.
Storico dell'arte e massimo esperto del paesaggio, accademico olimpico dal 1962, Cevese lasciò in eredità alla cultura veneta centinaia di articoli, saggi, interventi per conferenze e seminari, decine di libri. Investì la sua vita nello studio, nella divulgazione e nella difesa del patrimonio artistico e architettonico vicentino e veneto.

## Biografia
Dopo il diploma in pianoforte al Conservatorio Pollini di Padova, Renato Cevese si laureò in Lettere e ottenne il diploma in Storia dell’Arte e Biblioteconomia.
Nel 1945 - cioè nell'immediato dopoguerra, quando la città era ancora parzialmente in rovina dopo i bombardamenti - iniziò l'attività che avrebbe caratterizzato tutta la sua vita, scrivendo appassionati articoli sui quotidiani veneti e italiani per la difesa delle ville e più in generale del patrimonio artistico del Veneto. La sua attenzione e preoccupazione era rivolta affinché il restauro, anche di edifici minori, avvenisse nel rispetto della coerenza architettonica e senza distruggerne l’armonia. 
Nel contempo si dedicò alla salvaguardia delle Ville Venete. Nel 1949 fondò l’associazione degli Amici dei Monumenti e dei Paesaggi per la provincia e città di Vicenza; raccolse notevole materiale fotografico e si appellò all’UNESCO, perché adottasse misure di tutela del paesaggio.
Dopo aver insegnato storia dell’arte nei licei classici della Provincia, dal 1968 e per 23 anni fu docente di Storia dell'Architettura alla facoltà di Ingegneria civile dell'Università di Padova. Il suo impegno come difensore dei beni artistici lo portò a tenere lezioni nelle diverse Università d’Europa, Stoccolma, Parigi, Amburgo, Zurigo, Mosca.
Nel 1952 curò la sezione - dedicata alla Provincia di Vicenza - del catalogo della mostra sulle Ville Venete, uno studio che nel 1971 sarebbe diventato la monumentale opera dedicata alle Ville della Provincia di Vicenza. L'anno seguente il Cevese studioso si impose come personalità di primo piano, scrivendo assieme a Franco Barbieri e Licisco Magagnato la prima Guida di Vicenza, che per mezzo secolo fu il punto di riferimento per conoscere l'arte vicentina e venne riaggiornata da Cevese e Barbieri nel 2004. Il Ministero della Pubblica istruzione gli conferì la Medaglia d’Oro di benemerito della Cultura per la difesa costante delle Ville Venete. 
Cevese fu anche ideatore e protagonista di due Istituzioni fondamentali per la tutela e la valorizzazione del patrimonio monumentale veneto, nate entrambe nel 1958: l'Ente per le Ville Venete, poi divenuto Istituto Regionale Ville Venete (IRVV) e il Centro Internazionale di Studi di Architettura Andrea Palladio (CISA) di Vicenza. Di questo secondo Istituto egli fu fino al 1991 il motore scientifico e operativo, creando la biblioteca e la fototeca, sviluppando corsi e seminari, e dirigendo la rivista annuale. Nei difficili decenni iniziali egli dimostrò grande capacità di guidare l'istituzione, a fianco di altri grandi vicentini, come Guglielmo Cappelletti, Giorgio Oliva o Giuseppe Roi.
Il Palladio rappresentò l'interesse principale della ricerca di Renato Cevese, profondamente radicato in Vicenza e nelle sue tradizioni: per lui si trattava dell'eccellenza architettonica, e quindi era non tanto un uomo del proprio tempo, ma un ideale classico che attraversa i secoli. Nella logica delle forme, nell'armonia delle proporzioni Cevese vedeva non solo una suprema qualità artistica, ma anche un modello etico e civile, in cui si riconosceva e di cui andava orgoglioso come vicentino e liberale. 
Dal 1962 fu membro dell'Accademia Olimpica di Vicenza.
Nel 1973 si tenne in Basilica Palladiana una grande mostra dedicata a Palladio, impostata e curata da Cevese. Il cuore della mostra era costituito dai disegni autografi palladiani fatti portare da Londra e da una serie di modelli delle fabbriche palladiane, microarchitetture realizzate in legno e stucco sotto la guida di Cevese.

## Pubblicazioni principali
- L'antica chiesa di Nanto, Vicenza, Arti grafiche delle Venezie, 1953
- Contributi alla storia dell'arte vicentina, Vicenza, Dambruoso, 1954
- Il soffitto di S. Nicola, Vicenza, Arti grafiche delle Venezie, 1955
- La pittura italiana da Roma ai giorni nostri, corso di lezioni svolte al Piccolo Ateneo Zanelliano di Vicenza nell'anno accademico 1956-57
- La pala di A. De Pieri in San Vitale di Montecchio Maggiore, 1962
- Dipinti di Antonio De Pieri a S. Corona di Vicenza, 1963
- Piccolo dizionario dei termini di storia dell'arte, Milano, Garzanti, 1965
- L'opera del Palladio, redatto per la Mostra del Palladio, Vicenza, Basilica Palladiana 1973
- Invito a Palladio, Milano, Rusconi, 1980
- Ville della Provincia di Vicenza: Veneto. 2, Milano, Rusconi, 1980
- Guida a Valdagno antica, Vicenza, Tipolitografia I.S.G., 1982
- Scritti di Renato Cevese in: Andrea Palladio, nuovi contributi, 7º seminario internazionale di storia dell'architettura, Vicenza 1-7 settembre 1988: Il valore didattico dei modelli palladiani, Il villino Cerato di Montecchio Precalcino: un problema di attribuzione, La casa del notaio Pietro Cogollo detta volgarmente "la casa del Palladio", I trent'anni del Centro palladiano
- La decorazione, Vicenza, Neri Pozza, 1990
- Renato Cevese, Ermenegildo Reato, La chiesa e il monastero di san Rocco in Vicenza: storia e arte, Vicenza, La Serenissima, 1996
- Monti miei…, Vicenza, La serenissima, 2000
- Contributi palladiani, Milano, Electa, 2002
- Franco Barbieri e Renato Cevese, Vicenza, ritratto di una città, Vicenza, Angelo Colla editore, 2004, ISBN 88-900990-7-0.
- Per Vicenza: 1945-2008, Caselle di Sommacampagna, Cierre, 2009